# Laurens van der Post
Sir Laurens Jan van der Post, CBE (13. prosinec 1906 Philippolis – 16. prosinec 1996 Londýn) byl jihoafrický spisovatel, novinář a cestovatel.
Byl nejmladší ze třinácti dětí, jeho rodina pocházela z Leidenu a do Afriky přišla v roce 1889.
V roce 1926 byl jedním za zakladatelů časopisu Voorslag, který byl brzy zakázán pro kritiku kolonialismu. Ve třicátých letech žil v Anglii a patřil do okruhu nonkonformních umělců okolo Virginie Woolfové.
Po vypuknutí druhé světové války dobrovolně vstoupil do britské armády. Bojoval na Jávě a prožil tři roky v japonském zajetí.
Po válce pracoval v Jižní Africe jako novinář, ale po nástupu Nasionale Party k moci zemi opustil a vstoupil do služeb Colonial Development Corporation, aby prozkoumal možnosti hospodářského využití oblastí Mulanje a Kalahari. Stal se expertem na život Křováků, v roce 1955 vytvořil pro BBC dokument Ztracený svět Kalahari, který dostal i knižní podobu. Zasloužil se o založení rezervace Střední Kalahari. Vydal také knihu o své cestě po Sovětském svazu a životopis Carla Gustava Junga, který ovlivnil jeho světonázor.
Byl blízkým přítelem prince Charlese a kmotrem jeho syna Williama. Udržoval také blízké vztahy s Margaret Thatcherovou, která se s ním často radila o otázkách zahraniční politiky. Stal se komandérem Řádu britského impéria.
Podle jeho vzpomínek byl natočen film Sami v poušti.
Posmrtně vydaný životopis odhalil, že van der Post ve svých knihách nakládal s fakty velmi volně. Vyšly najevo také utajované detaily z jeho soukromého života, např. že měl nemanželské dítě s nezletilou dívkou.